# Кохрихт, Феликс Давидович
Феликс Давидович Кохрихт (род. 28 ноября 1939, Одесса) — украинский телеведущий, журналист, культуролог, редактор, член Союза журналистов Украины и Союза театральных деятелей Украины, председатель совета Центра современного искусства Одессы, коллекционер, один из основателей первого Одесского джаз-клуба, член совета первого Одесского джаз-клуба, делегат учредительного съезда Советской Джазовой федерации (1988 г.), член Всемирного клуба одесситов, член общественного совета Музея современного искусства Одессы, собиратель работ одесских художников.

## Биография
Родился в Одессе 28 ноября 1939 года. Окончил Одесское медицинское училище № 3 (бывшее Военно-морское медицинское училище), Одесский национальный университет имени И. И. Мечникова (филологический факультет, заочное отделение). Работал в медицинских учреждениях и НИИ, в те же годы начал сотрудничать в качестве журналиста с одесскими изданиями. С конца 50-х годов писал статьи об одесских художниках-нонконформистах, организовывал выставки их работ в редакциях. Выступал в роли одного из создателей Товарищества одесских художников (ТОХ), Центра современного искусства ТИРС и Центра современного искусства «Сорос-Одесса», где был президентом и председателем совета, был членом Джазовой федерации ЮНЕСКО, входит в жюри международного одесского фестиваля «Мастер-Джем Фест».

Член Союза журналистов Украины (с 1966 года), Союза театральных деятелей Украины. В разные годы, в том числе и в настоящее время, — автор и ведущий программ на одесских телевизионных каналах.

Активно участвовал в создании памятника Исааку Бабелю в Одессе. Принимал участие в Первом Гоголевском открытом литературном фестивале в Одессе (сентябрь 2009 г.).

В настоящее время Феликс Кохрихт продолжает активную общественную деятельность и плодотворную работу на ниве журналистики: редактор альманаха «Дерибасовская-Ришельевская», редактор проекта «Одесская библиотека» (совместный проект Всемирного клуба одесситов и АО ПЛАСКЕ), автор и ведущий программы-онлайн «Диалоги на Нежинской», редактор, автор и составитель книг и сборников, в том числе — томов серии «Одесская библиотека», сборника «Чёрный квадрат над Чёрным морем», сборника «Ойкумена одессита».

## Деятельность
С 1959 года работал в газетах «Південна зоря», «Знамя коммунизма» («Юг»), «Ах, Одесса!», «Гласность», «Слово», где занимал должности от выпускающего и корреспондента до ответственного секретаря и заместителя главного редактора.

Заведующий внештатным отделом газеты «Студенческие вести» (СВ) в газете «Комсомольское племя», позже — «Комсомольская искра» (с 1960 по 1963 год)

Заместитель ответственного секретаря газеты «Знамя коммунизма» («ЮГ»)

Член совета Одесского джаз-клуба (с 1980 г.)

Член Центрального совета Советской джазовой федерации (с 1988 г.)

Замредактора (1992—1997 гг.) еженедельника «Слово»

Один из основателей и главный редактор (до 1996 г.) журнала «Одесса»

Один из основателей и редактор (с 2000 года) альманаха «Дерибасовская — Ришельевская»

Участник телевизионного цикла бесед ректора Одесского государственного медицинского университета Валерия Запорожана «Медицинский Меридиан» (2005 г.).

Председатель совета благотворительного фонда «Центр современного искусства-Одесса»

Автор и ведущий телепрограммы «Диалоги» (ТРК «АРТ», г. Одесса)

Ведущий и руководитель авторской телепрограммы «Собеседник» (ТРК «РИАК», г. Одесса)

Собкор радио «RTN» (США)

Председатель клуба «Беседа» Всемирного клуба одесситов.

Редактор издательского проекта «Одесская библиотека»

Редактор книги Иосифа Райхельгауза «Одесская книжка»

Ведущий авторского проекта «Диалоги на Нежинской»

## Признания и награды
«Золотое перо Одессы»

Золотая медаль «Независимость», учреждённая Киевской областной журналистской организацией.

Орден «Золотой крест» от Ассоциации работников культуры и искусства Украины — за весомый вклад в развитие культуры и искусства и укрепление дружбы между народами.

«Знак почёта» Одесского городского головы.

Почётный знак отличия Одесского городского головы «За заслуги перед городом»

## Интересные факты
В 20 лет Феликс Кохрихт окончил Одесское военно-морское медицинское училище. Выпускался как гражданский медик и некоторое время работал в психиатрической больнице.

Отец, Давид Кохрихт, участник Первой мировой войны, Кавалер двух Георгиев, имеющий несколько медалей, до середины 1930-х годов служил в Красной одесской милиции Бульварного района.

Прадед, Исаак Яковлевич Кохрихт, был купцом первой гильдии, владельцем ювелирных магазинов в Одессе, меценатом, старостой в синагоге.